# 조제 카리오카
조제 카리오카(포르투갈어: José Carioca)는 월트 디즈니 컴퍼니의 캐릭터로 도널드 덕의 친구이다. 도널드, 판치토 피스톨레스와 함께 3인의 기사 중 한 명이다. 조제의 성 카리오카(Carioca)는 브라질의 데모님으로 리우데자네이루 시 사람을 가리키는 말이다. 애칭은 제 카리오카(포르투갈어: Zé Carioca)이다.

## 외관
붉은 눈에 초록색 털을 가진 앵무새로, 정장을 입고 검은색 우산을 들고 다닌다. 라틴 아메리카의 밤과 3인의 기사, 멜로디 타임에서는 거의 시가를 입에 물고 있었으나, 미키 마우스 워크와 하우스 오브 마우스에서 등장할 때는 시가를 가지고 있지 않았다.
전체적으로 브라질의 신사같은 느낌을 준다.

## 성격
기본적으로 밝은 성격에 무척 붙임성이 많다. 특히 여자를 좋아하기 때문에 여자에게는 신사적이다. 3인의 기사에서는 이것저것을 모르는 도널드를 살짝 놀리는 등, 은근히 장난어린 행동도 한다.

## 출현
- 라틴 아메리카의 밤(1942)
- 3인의 기사(1944)
- 누가 로저 래빗을 모함했나(1988)
- 라틴 아메리카의 밤(1943)
- 멜로디 타임(1948)
- 하우스 오브 마우스(2003)

## 에피소드
- 2007년 4월, 디즈니는 에프콧 멕시코 파빌리온에 새롭게 개장한 놀이기구 내에 새로운 애니메이션과 줄거리를 만들어 판치토와 조제 카리오카를 소개했다.
- 브라질에서는 지방 캐릭터로 정착되어, April에서 2018년까지 조제의 만화 《Zé Carioca》가 연재되었다.
- 홍콩 디즈니랜드에서 'It's a small world'에서 찾을 수 있다.
- 브라질 각지방을 모티브로 한 7명의 사촌이 살고 있다고 한다.